# Paolo Albera

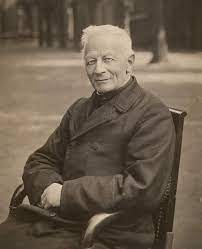
Paolo Albera (1920)

Paolo Albera (* 25. August 1871 in Godiasco in Italien; † 27. Oktober 1943 in Mileto) war Bischof von Mileto.

## Leben
Er wurde am 27. Mai 1915 von Papst Benedikt XV. zum Bischof von Bova ernannt. Die Bischofsweihe spendete ihm der Erzbischof von Reggio Calabria, Rinaldo Camillo Rousset OCD; Mitkonsekratoren waren Giorgio Delrio, Bischof von Geraca, und Giuseppe Moràbito, Bischof von Mileto. Am 14. Februar 1919 ernannte ihn der Papst zum Apostolischen Administrator der Diözese Mileto. Am 1. Januar 1921 trat er als Bischof von Bova zurück und wurde gleichzeitig Titularbischof von Flaviopolis. Am 9. Mai 1924 wurde er Bischof von Mileto.